# Tverrelvdalen
Tverrelvdalen (Noord-Samisch: Fállejohka, Kveens:  Fallijoki) is een plaats in de Noorse gemeente Alta, provincie Finnmark. Tverrelvdalen telt 285 inwoners (2007) en heeft een oppervlakte van 0,44 km².